# ألان ديفيز (شاعر)
ألان ديفيز هو محرر وناقد وشاعر كندي، ولد في 26 أغسطس 1951 في لاكومب في كندا.